# 劇団立見席
劇団立見席（げきだんたちみせき）は、大分県由布市湯布院町出身の岩男淳一郎主宰の劇団。昭和56年立ち上げ。主に東京と大分での公演を行なっている。

## 作品
舞台代表作『白鳥の歌』・『あばずれ女の子守唄』・『剣と剣と剣～チャンバラ・オブ・チャンバラズ～』

毎年１１月に大分公演及び東京公演（下北沢）を行う事が恒例行事として定着している。

ドラマ『あっちあられん』・『あめんぼあかいな』は岩男の書下ろし作品
○２０１７年１０月にテレビ大分にて放映された劇団立見席出演の連続ドラマ【100%大分発！初連続ドラマ　なんちゃないない　全13話】はYouTubeにて公開されている。

## ラジオ
ゆふいんラヂオ局　～YUFU in RADIO STATION 874～
番組名　：　劇団立見席の今夜もあっちあられん
　　　　毎週金曜日　19：00～20：00
再放送　毎週土曜日　17：00～18：00
再放送　毎週日曜日　22：00～23：00

劇団メンバーが軽快なトークを繰り広げるトーク番組。
静かにトークを繰り広げる番組では無い為、この番組が始まるとお洒落な喫茶店はラジオを消して音楽を掛けると言う逸話がある。

また、団員の舞は湯布院ラヂオのリポーターFM大分のパーソナリティーとしても活躍している。

## 劇団員
- 秋吉左近（あきよし さこん）
- やんやん
- 三村雪（みむら ゆき）
- 胡蝶蘭（こちょう らん）
- すくい金魚（すくい きんぎょ）
- 朝霧みどり（あさぎり みどり）
- 夏葉あつ子（なつは あつこ）
- 首藤尚子（しゅとう なおこ）
- 中村知里（なかむら ちり）
- 後藤慶子（ごとう けいこ）
- 桜子（さくらこ）
- 大谷牧
- 瑞木涼
- 順基
- 舞
- 花菜
- 大海弥（たいかい わたる）
- 遊（ゆう）
- 捨吉（すてきち）
- 中川優作（なかがわ　ゆうさく）